# Hem (Aa)
Die Hem ist ein Fluss in Frankreich, der im Département Pas-de-Calais in der Region Hauts-de-France verläuft. Sie entspringt in den Hügeln des Haut-Artois, im Regionalen Naturpark Caps et Marais d’Opale, im Gemeindegebiet von Escœuilles und erreicht bei Polincove das Flachland. Hier kommt es zu einer Verzweigung des Flusses in die beiden Ablaufgewässer Meulestroom und Tiret. Der Hauptabfluss Meulestroom ist kanalartig ausgebaut und verläuft weiter in nordöstlicher Richtung bis nach Hennuin, in der Gemeinde Audruicq, wo er in den Canal de Calais à Saint-Omer mündet und damit das Gewässersystem der Aa erreicht.

## Geschichte
Vor der Installation der Schleuse Hennuin unterquerte der Fluss den Canal de Calais á Saint-Omer mit einem oft im Schlamm versunkenen Düker, um den Canal du Mardick, der in Saint-Folquin in die Aa mündet, mit Wasser zu versorgen. Die Mündung des Canal du Mardick war somit die eigentliche Mündung des Flusses Hem. Mit dem Ausbau des Canal de Calais à Saint-Omer im Jahre 1989 wurde der Düker jedoch stillgelegt und somit der Fluss de facto in zwei Teile zerschnitten. Verwirrenderweise bezeichnet die offizielle französische Gewässerdatenbank SANDRE den Oberlauf des Flusses primär mit dem Namen "Tiret" und nur den abgeschnittenen Unterlauf mit dem Namen "Hem".

## Orte am Fluss
(Reihenfolge in Fließrichtung)
- Hocquinghen
- Clerques
- Bonningues-lès-Ardres
- Tournehem-sur-la-Hem
- Zouafques
- Nordausques
- Recques-sur-Hem
- Polincove
- Hennuin, Gemeinde Audruicq

## Hydrologie
Während der Fluss im Oberlauf sein natürliches Bett erhalten hat, wurde er im Unterlauf verbreitert und begradigt.
Nach einer Strecke von ungefähr 25 Kilometer trennt sich der Fluss in Polincove in die beiden Arme Meulestroom und Tiret. 
- Der Tiret verzweigt sich unterhalb von Muncq-Nieurlet nochmals in den Robecq und die Liettre. Beide münden im Canal de Calais á Saint-Omer bzw. in der kanalisierten Aa.
- Unterhalb von Polincove zweigt vom Meulenstroom links der Wasserlauf Oudrecq ab, der ebenfalls einen Teil des Flusswassers zum Canal d’Audruicq ableitet.

Hochwässer treten hauptsächlich in den Wintermonaten auf.